# Clavelina moluccensis
Clavelina moluccensis is een zakpijpensoort uit de familie van de Clavelinidae. De wetenschappelijke naam van de soort werd in 1984, als Podoclavella moluccensis, voor het eerst geldig gepubliceerd door Sluiter.

## Beschrijving
Clavelina moluccensis is een kolonievormende zakpijpensoort. Elke zoïde afzonderlijk is ovaal of eivormig en zit op een dikke stengel, met doorschijnende wanden en een lichtblauwe, violette of donkerblauwe kleur. Door water door hun lichaam te pompen filteren ze plankton en andere voedseldeeltjes eruit.

## Verspreiding
Clavelina moluccensis is te vinden in de Indo-West Pacific, onder ander in Indonesië, de Filipijnen en Australië. Ze groeien in kolonies, op dood koraal of harde substraten (vaak onder uitsteeksels) op een diepte van 3 tot 113 meter.